# 헌터 페이지 로차드
헌터 페이지 로차드(Hunter Page-Lochard, 1993년 7월 11일 ~ )는 오스트레일리아의 배우, 텔레비전 배우이다.
시드니에서 태어났다.

## 방송
- 클레버맨

## 영화
- 클로즈드 도어스 (2019년)
- 드얄리 (2017년)
- 클레버맨 (2016년)
- 어라운드 더 블럭 (2013년) - 리암 우드 역
- 쟌쟌 (2005년) - 프랭키 역